# III Corpo de Exército (Alemanha)
O III Corpo de Exército foi um Corpo de campo da Alemanha durante a Segunda Guerra Mundial, tomou parte na invasão da Polônia, Bélgica e França. Foi redesignado como sendo um corpo motorizado em Março de 1941 e foi redesignado III Corpo Panzer em 21 de Junho de 1942.

## Comandantes
- Generaloberst Curt Haase (1 Setembro 1939 - 13 Novembro 1940)[2]
- General der Infanterie Kurt von Greiff (13 Novembro 1940 - 15 Janeiro 1941)[2]
- Generaloberst Eberhard von Mackensen (15 Janeiro 1941 - 31 Março 1942)[2]
- General de Panzertruppen Leo Geyr von Schweppenburg (31 Março 1942 - 21 Junho 1942)[2]

## Área de Operações
- Polônia (Setembro 1939 - Maio 1940)[2]
- França (Maio 1940 - Junho 1941)
- Frente Oriental, Setor Sul (Junho 1941 - Junho 1942)

## Serviço de Guerra
| Data        | Exército           | Grupo de Exército | Lugar                      |
| ----------- | ------------------ | ----------------- | -------------------------- |
| Setembro 39 | 4º Exército        | Nord              | Prússia Ocidental, Polônia |
| Outubro 39  | 4º Exército        | A                 | Eifel                      |
| Dezembro 39 | 12º Exército       | B                 | Eifel                      |
| Janeiro 40  | 12º Exército       | A                 | Eifel, Bélgica, Aisne      |
| Julho 40    | 18º Exército       |                   | Polônia                    |
| Setembro 40 | 12º Exército       | B                 | Polônia                    |
| Janeiro 41  | 17º Exército       | B                 | Polônia                    |
| Maio 41     | 6º Exército        | A                 | Polônia                    |
| Junho 41    | 6º Exército        | Süd               | Galiza                     |
| Julho 41    | 1º Panzergruppe    | Süd               | Uamn, Kiev, Rostov         |
| Janeiro 42  | 1º Exército Panzer | Süd               | Mius                       |
| Junho 42    | 6º Exército        | Süd               | Kharkov                    |

## Organização
1 de Março de 1939
- Infanterie-Kommandeur 3
- 23ª Divisão de Infantaria

1 de Setembro de 1939
- 50ª Divisão de Infantaria

16 de Maio de 1940
- 3ª Divisão de Infantaria
- 23ª Divisão de Infantaria
- 52ª Divisão de Infantaria

22 de Julho de 1940
- 75ª Divisão de Infantaria
- 62ª Divisão de Infantaria

3 de Setembro de 1941
- 14ª Divisão Panzer
- 60ª Divisão de Infantaria(mot.)
- 13ª Divisão Panzer
- SS-Division "Wiking"
- 198ª Divisão de Infantaria

11 de Maio de 1942
- 14ª Divisão Panzer
- 16ª Divisão Panzer
- 22ª Divisão Panzer
- 60ª Divisão de Infantaria(mot.)